# Multiverse – Parallele Dimensionen
Multiverse – Parallele Dimensionen ist ein kanadischer Science-Fiction-Film von Gaurav Seth aus dem Jahr 2019.

## Handlung
Die vier Physikstudenten Loretta, Gerry, Danny und Amy versuchen mittels eines quantenphysikalischen Experiments die Existenz von Paralleluniversen zu beweisen. Durch ein Aquarium auf ihrem Schreibtisch im Labor kommt Loretta auf die Idee, dass sie für das Experiment deutlich größere Mengen an Wasser benötigen, weshalb sie zusammen mit ihren Freunden zum nahegelegenen See fährt. Auf der kurvenreichen Straße kommt es dabei jedoch zu einem Unfall, bei dem ein anderes Auto bedrohlich nah an einer Klippe hängt. Loretta steigt sofort aus dem Auto und rennt zu dem sich an der Klippe befindlichen Auto. Sie scheint von irgendetwas geschockt zu sein. Eine Person aus dem Inneren des Wagens reicht Loretta ihre Hand, bevor diese zusammen mit dem Auto von der Klippe in die Tiefe stürzt.
Lorettas Kommilitonen sind schockiert von dem Tod ihrer Freundin, besonders Danny, da er zuvor eine Beziehung mit ihr geführt hatte. Um sich darüber hinweg zu trösten, beginnt Danny eine Beziehung mit Amy. 
Nach fünf Monaten kommt es zu einem seltsamen Begegnung in der Bibliothek der Universität: Einer der Kommilitonen ist sich sicher, die totgeglaubte Loretta gesehen zu haben. Kurz darauf wird sie erneut in einer Bar gesehen. Am nächsten Tag erscheint Loretta in der Universität und konfrontiert Amy und Danny, warum diese eine Beziehung miteinander führen. Sie ist der Ansicht, dass sie in einer Beziehung mit Danny ist und fühlt sich daher von den beiden hintergangen. Bevor sie geht gibt sie Amy eine Ohrfeige.
Ihre Freunde klären Loretta zeitnah darüber auf, dass sie fünf Monate lang verschwunden war und in dieser Zeit Danny und Amy ein Paar geworden sind. Zudem erzählen sie ihr, dass sie Lorettas Tod mit angesehen haben, woraus sie schlussfolgern, dass Loretta mit ihrer Theorie der parallelen Dimensionen Recht hatte. Diese Theorie wird bestätigt, als Loretta ihnen eine Tätowierung mit dem Schriftzug „Entangled“ auf ihrem rechten Unterarm zeigt.
Schon bald stellt sich heraus, dass auch die drei anderen Physikstudenten Doppelgänger mit diesem tätowierten Schriftzug in ihrer Welt haben. Amys Mutter Dierdre bemerkt sofort am Verhalten ihrer Tochter, dass etwas nicht stimmt. Gerry wird wahnsinnig und bringt sein wirkliches Ich um, sodass nun sein Doppelgänger den Platz in dieser Welt einnimmt. Da die Studenten merken, wie sich die Existenz ihrer Doppelgänger durch ihren physischen Zustand, unter anderem in Form von Händezittern bemerkbar macht, beschließen sie, ihre Doppelgänger zu beseitigen. Als die eine der Leichen in einem nahegelegenen Moor ablegen, fahren sie dieselbe Straße zurück, auf welcher sich einige Monate zuvor der Autounfall ereignet hat. Bei einer Straßenbiegung kommt es erneut zu einem Unfall und zwar zu jenem, der sich bereits vor 5 Monaten zugetragen hat, nur mit dem Unterschied, dass sie diesmal in dem Auto sitzen, welches an der Klippe steht. Aus dem Rückspiegel können sie erkennen, wie eine weitere Loretta-Doppelgängerin aus dem anderen Auto aussteigt und ihnen zu Hilfe eilt. Die beiden Lorettas reichen sich erneut die Hand und die Doppelgängerin stürzt zusammen mit dem Auto von der Klippe. Daraufhin eilen auch die anderen Doppelgänger zum Rand der Klippe.
In der letzten Szene des Films sieht man, wie die vier Physikstudenten erneut die Theorie der parallelen Welten mittels ihres Aquariums zu beweisen versuchen und sie letztlich zu dem Schluss kommen, dass sie größere Mengen an Wasser benötigen. Die Schlussszene des Films gleicht hierbei der Anfangsszene.

## Produktion

### Drehorte
Die Dreharbeiten fanden vom 6. August 2018 bis zum 30. August 2018 in Ontario in Kanada statt.

### Synchronisation
Die deutschsprachige Synchronisation entstand nach einem Synchronbuch und unter der Dialogregie von Stephan Harms im Auftrag der Basement-Orange-Studios.
| Rolle   | Darsteller         | Synchronsprecher |
| ------- | ------------------ | ---------------- |
| Loretta | Paloma Kwiatkowski | Cosima Ertl      |
| Gerry   | Munro Chambers     | Timo Kinzel      |
| Danny   | Robert Naylor      | Jesse Grimm      |
| Amy     | Sandra Mae Frank   | Katharina Gast   |

## Rezeption

### Kritiken
Der Film erhielt überwiegend negative bis ausgeglichene Kritiken und erzielte bei IMDb eine durchschnittliche Bewertung von 4,7 der möglichen 10 Punkte. Das Lexikon des internationalen Films urteilt: „In der Prämisse nicht uninteressantes Science-Fiction-Drama, das aber in der Handlung wenig zupackend und in den Emotionen zu oberflächlich bleibt. Vielversprechende Elemente in der Charakterzeichnung kommen ebenfalls nicht über gute Absichten hinaus.“

### Nominierungen
- Fantasporto 2020: Nominierung in der Kategorie Best Film
- Whistler Film Festival 2019: Nominierung in der Kategorie Best Canadian Feature
- Berlin Sci-fi Filmfest 2019: Nominierung in den Kategorien:
  - Best Feature Film für Gaurav Seth
  - Best Actress für Sandra Mae Frank
  - Best Actor für Munro Chambers
  - Best Script für Doug Taylor